# Sandefjords kommun
Sandefjords kommun (norska: Sandefjord kommune) är en kommun i Vestfold fylke i sydöstra Norge. Kommunens centralort är staden Sandefjord, där också huvuddelen av befolkningen bor. 
Kommunen gränsar  i väster till Larviks kommun, i nordöst till Tønsbergs kommun och i öster (genom maritim gräns) till Færders kommun.
I Gokstad hittades 1880 det så kallade Gokstadsskeppet, ett vikingatida skepp som begravts i en gravhög.

## Administrativ historik
Sandefjords kommun bildades på 1830-talet samtidigt med flertalet andra norska kommuner. 
1889 överfördes ett område med 318 invånare från Sandars kommun. 1931 överfördes ett område med 66 invånare och 1950 ett område med 226 invånare i samma riktning. 1968 slogs slutligen Sandars och Sandefjords kommuner samman. 
Inom ramen för den pågående kommunreformen i Norge har Andebu och Stokke kommuner sedan den 1 januari 2017 gått upp i Sandefjords kommun.

## Kommunvapen
Nuvarande kommunvapen, som godkändes 2016, föreställer en båt med en valfångare beväpnad med en harpun. Valfångst har varit en viktig näring i alla de tre kommuner som 2017 bildade Sandefjords kommun.

### Upphörda kommunvapen inom den nuvarande kommunen

Andebu kommun (1986–2016)
Sandefjords kommun (1914–2016)
Stokke kommun (1984–2016)

## Tätorter
I Sandefjords kommun finns nio tätorter:
- Andebu
- Fossnes
- Høyjord
- Kodal
- Melsomvik
- Sandefjord (centralort)
- Sem (del av)
- Stokke
- Vear (del av)

Orten Brunstad har tidigare räknats som en tätort men uppfyller inte längre kriterierna.

## Socknar
Inom Norska kyrkan är Sandefjords kommun indelad i tio socknar:
- Andebu socken
- Arnadals socken
- Bugårdens socken
- Høyjords socken
- Kodals socken
- Sandars socken
- Sandefjords socken
- Skjee socken
- Stokke socken
- Vesterøy socken

Socknarna ingår i Sandefjords prosteri i Tunsbergs stift.